# Ziegenhain (Jena)

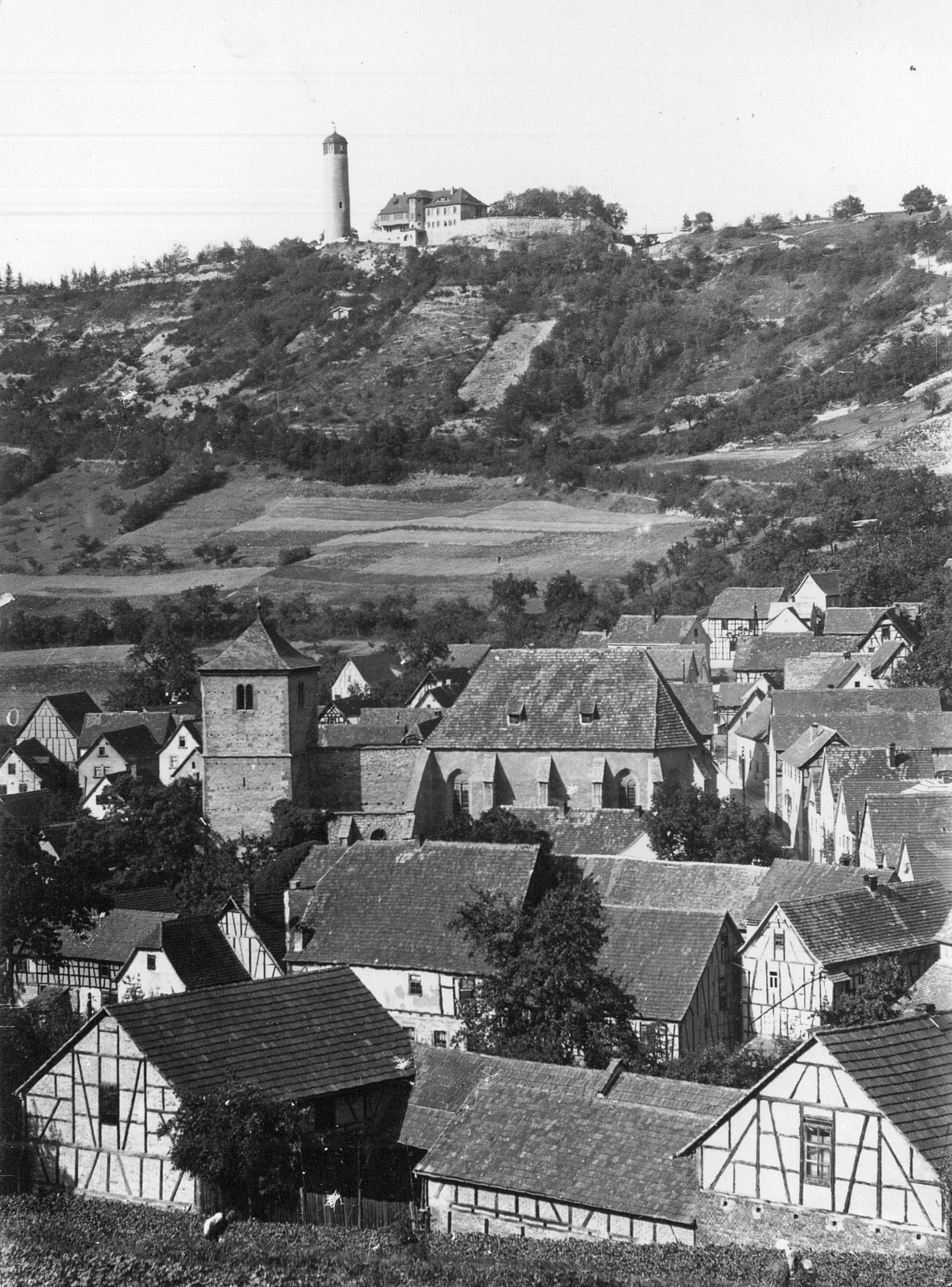
Ortsansicht um 1925

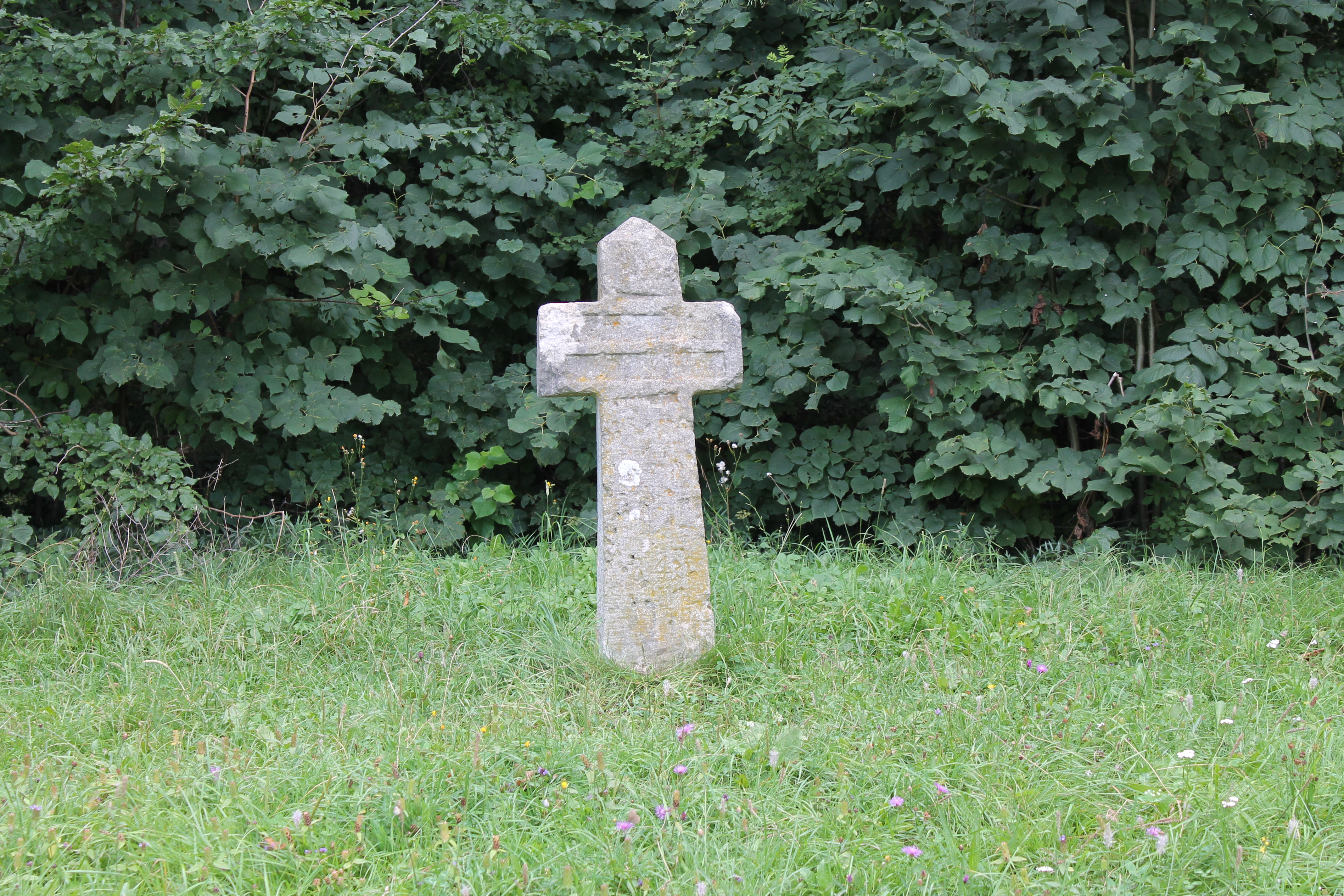
Steinkreuz bei Ziegenhain

Ziegenhain ist ein Stadtteil der Universitätsstadt Jena in Thüringen.

## Lage und Umgebung
Ziegenhain liegt östlich vom Jenaer Stadtkern im mittleren Abschnitt eines östlichen Seitentales der Saale. Dieses „Ziegenhainer Tal“ beginnt beim Steinkreuz am Rande des Hochplateaus Wöllmisse/Kernberge und mündet nach etwa 3,5 km ost-westlichem Verlauf ins Haupttal ein. Die höchste Erhebung im Kranz der umgebenden Berge ist mit 391,7 m NN der „Windberg“ neben dem Parkplatz des Fuchsturms, der auf dem benachbarten Kirchberg (378,4 m NN) steht. Die heutige Siedlungsfläche liegt zwischen 230 und 300 m über NN und ist fast in ihrer Gesamtheit im Flächennutzungsplan als Denkmalschutzensemble eingetragen.

## Geschichte
Die erste urkundliche Erwähnung (als Cigenhain) war 1259. Dem Namen nach dürfte es im 11./12. Jh. entstanden sein. Evtl. ist es aus der in der westlichen Flur gelegenen Wüstung Clöchwitz entstanden. Seit 1435 war der Ort im Besitz des Klosters Bürgel. Bis zur Reformation war Ziegenhain ein bekannter Pilgerort zum wundertätigen Marienbild in der Marienkirche. Seit dem 18. Jahrhundert ist es vor allem als „Bierdorf“ der „trinkfesten Studiosi der Alma Mater“ und zusammen mit dem Fuchsturm als beliebtes Ausflugsziel der Jenaer und ihrer Gäste bekannt. Das rasante Anwachsen der Einwohnerzahl zu Beginn des 20. Jahrhunderts durch die Industrialisierung (Zeiss und Schott) führte zur Aufgabe der kommunalen Selbstständigkeit und zur Eingemeindung als Ortsteil Jenas im Jahre 1913. Als einer der ersten Stadtteile wählte das Dorf 1995 eine eigene Ortsteilbürgermeisterin und einen Ortschaftsrat.
Die hauptsächlichen Erwerbsquellen des Dorfes waren die Landwirtschaft, Weinanbau und das Bierbrauen. Schon in der zweiten Hälfte des 20. Jahrhunderts ging der Anteil der in der Landwirtschaft Beschäftigten deutlich zurück. Seit 1990 sind nur noch eine Schäferei und ein Nebenerwerbslandwirt vorhanden. Dafür entstanden 25 Klein- und Kleinstgewerbebetriebe.
Die Schreibweise des Ortsnamens veränderte sich in 700 Jahren häufig, zum Beispiel von Cigenhain (um 1259) über Zeegenhayn, Zceginhayn, Zegenhayn, Ziegenhann und weiteren zu Ziegenhayn und dem heutigen Ziegenhain. Der Name wird zum einen als „ein als Ziegenweide umhegtes Stück Wald“ gedeutet. Zum anderen wird vermutet, dass Ziegenhain seinen Namen von dem Bach Ziege hat, der in der Nähe Ziegenhains seine Quelle hat und unterirdisch durch das Dorf fließt.
Das aus Kalkstein gefertigte mittelalterliche Steinkreuz bei Ziegenhain steht etwa 1000 Meter südöstlich des Ortes auf der Höhe, 4 Meter südlich der Straße nach Rabis, kurz vor dem in  Richtung Fuchsturm abzweigenden Weg, in einer kleinen Rasenfläche am Waldrand, im Verlauf der Gemarkungsgrenze Ziegenhain/Jenaprießnitz bzw. der heutigen Stadtkreisgrenze. Es hat die lateinische Kreuzform. Laut Frank Störzner erfuhr das Kreuz geringe Formveränderungen durch Umarbeitung im 19. Jahrhundert. Auf der Südseite, auf dem Ouerbalken in einem flächig vertieften Feld eingeritzt, steht „Rabis“, darüber ist ein Wegweiser. Auf der Nordseite, auf dem Querbalken in einem flächig vertieften Feld eingeritzt: Zweizeilige (durch einen Steg getrennte) Wegweiserbeschriftung, die aber nicht mehr leserlich ist. Im unteren Teil des Schaftes  ist „1842“ eingeritzt. Auf der Westseite unterhalb des Armes am Schaft ist „Jena“ mit darunterbefindlichen Wegweisepfeil eingeritzt.

## Sehenswürdigkeiten / Marienkirche
Bekanntestes Baudenkmal ist die imposante ehemalige Wallfahrts- und nach der Reformation Gemeindekirche des Dorfes, die Ziegenhainer Marienkirche. Alte Fachwerkhäuser und vor allem die Reste des jahrhundertealten Edelhofes prägen das Dorfbild.

## Persönlichkeiten
Die bekanntesten Ziegenhainer sind mehrere Generationen der Botanikerfamilie Dietrich, die über 2 Jahrhunderte als Universitätsangestellte, Begleiter Goethes oder als Kräuterkundige wirkten und sich auch als botanici von Ziegenhain bezeichneten.
- Adam Dietrich (1711–1782)
- Friedrich Gottlieb Dietrich (1765–1850)
- David Nathaniel Friedrich Dietrich (1799–1888)

Der Bryologe Karl Mägdefrau sowie die Schauspieler Albrecht Schuch und Karoline Schuch stammen ebenfalls aus diesem Ort.

## Sonstiges
Nach dem Ort Ziegenhain ist der Ziegenhainer, ein knotiger Wanderstock aus dem Holz der Kornelkirsche, benannt. Er wurde früher von Studenten der Jenaer Universität auch als Schlagwaffe benutzt.